# ريتشارد برونسون
ريتشارد برونسون (بالإنجليزية: Richard Bronson)‏ هو رياضياتي أمريكي، ولد في 5 أغسطس 1941 في نيويورك في الولايات المتحدة.